# Lorenzo Musetti
Lorenzo Musetti (n. 3 martie 2002) este un jucător profesionist de tenis italian. Cea mai bună clasarea a sa la simplu în clasamentul ATP este locul 7 mondial, în mai 2025 iar la dublu, locul 142 mondial, în aprilie 2024. Musetti a câștigat două titluri ATP la simplu și a ajuns în două semifinale importante la Campionatele de la Wimbledon din 2024 și la French Open 2025. În prezent, el este numărul 2 în Italia. Reprezentând țara sa, Musetti a câștigat medalia de bronz la simplu masculin la Jocurile Olimpice de la Paris din 2024. A făcut parte din echipa națională a Italiei care a câștigat Cupa Davis în 2023 și 2024.